# دواين جوزيف
دواين جوزيف (بالإنجليزية: Dwayne Joseph)‏ هو لاعب كرة قدم أمريكية أمريكي، ولد في 2 يونيو 1972 في ميامي في الولايات المتحدة.

## وصلات خارجية
- دواين جوزيف على موقع مرجع كرة القدم المحترفة.كوم (الإنجليزية)
- دواين جوزيف على موقع كلية كرة القدم في سبورتس رفرنس.كوم (الإنجليزية)